# Sarenka
Sarenka – struga, lewy dopływ Bugu o długości 10,65 km i powierzchni zlewni 84,95 km².
Struga płynie w gminie Sarnaki w województwie mazowieckim. Przepływa przez Sarnaki, Franopol i Bużkę.